# Tazoudasaurus
Tazoudasaurus ist eine Gattung sauropoder Dinosaurier, deren Überreste im Hohen Atlas von Marokko entdeckt wurden und auf den Unterjura (Toarcium) datiert werden.
Tazoudasaurus gehört zu den ursprünglichsten bekannten Sauropoden, sein Skelett zeigt ein Mosaik aus fortgeschrittenen Merkmalen, wie sie für Sauropoden typisch sind, und ursprünglichen Merkmalen, wie sie sich bei den Vorläufern der Sauropoden (ursprünglichen Sauropodomorpha oder „Prosauropoden“) finden. Tazoudasaurus ist der am vollständigsten überlieferte sehr ursprüngliche Sauropode und damit für das Verständnis der frühen Evolution dieser Gruppe von großer Bedeutung. Die einzige Art ist Tazoudasaurus naimi.
Tazoudasaurus ist nach einem der Fundorte, Tazouda, benannt, während das Artepitheth naimi aus der Arabischen Sprache stammt und so viel wie „schlank“ bedeutet – damit soll auf die vergleichsweise kleine Körpergröße des Tieres hingewiesen werden.

## Merkmale
Wie bei allen Sauropoden handelte es sich um einen Pflanzenfresser mit langem Hals und Schwanz. Anders als die zweibeinigen Vorläufer der Sauropoden war Tazoudasaurus bereits wie alle Sauropoden obligat vierbeinig. Tazoudasaurus war ein verhältnismäßig kleiner Sauropode. Erwachsene Tiere erreichten eine Länge von 9,5 bis 10 Metern und ein Gewicht von schätzungsweise 8 Tonnen, eines der gefundenen Jungtiere hingegen wird auf ein Gewicht von 140 Kilogramm rekonstruiert. Der Schädel wird auf eine Länge von 32 Zentimeter rekonstruiert.
Das Skelett zeigt sowohl typische Sauropodenmerkmale als auch ursprüngliche Merkmale, die für die Vorläufer der Sauropoden (ursprüngliche Sauropodomorpha) charakteristisch waren, bei fortgeschritteneren Sauropoden jedoch verloren gegangen sind. So waren die Unterkiefer auf jeder Seite mit 18 D-förmigen Zähnen besetzt, die sich nicht gegenseitig überlappten. Die Zahnreihen waren gerade und liefen dabei in Draufsicht V-förmig aufeinander zu, die Schnauze war nur leicht gerundet. Im Gegensatz dazu hatten fortgeschrittene Sauropoden kürzere Zahnreihen mit weniger Zähnen, welche sich aber gegenseitig überlappten; auch verliefen die Zahnreihen von oben betrachtet U-förmig, und nicht V-förmig wie bei Tazoudasaurus. Abnutzungserscheinungen, die durch den direkten Kontakt mit den Zähnen des Oberkiefers entstanden sind, lassen auf eine orale Verarbeitung der Nahrung vor dem Schlucken schließen.
In der frühen Evolution der Sauropoden fand ein weitreichender Umbau des Handskeletts statt. Der ursprüngliche Bauplan zeichnete sich durch abgespreizte Handstrahlen mit voll ausgebildeten Fingerknochen aus; bei fortgeschrittenen Sauropoden waren die Finger dagegen stark reduziert, und die Strahlen der Mittelhand waren nicht abgespreizt, sondern standen eng zusammen und bildeten einen Halbkreis. Tazoudasaurus ist der erste entdeckte ursprüngliche Sauropode, von dem ein vollständiges Handskelett bekannt ist, und klärt die lange umstrittene Frage, wann sich das spezialisierte Handskelett der fortgeschritteneren Sauropoden entwickelt hat. Tazoudasaurus zeigte lediglich drei Fingerglieder im zweiten Finger und zwei im dritten Finger – weniger als bei ursprünglichen Sauropodomorpha. Das Handskelett folgte allerdings dem gespreizten, ursprünglichen Bauplan, was die Hypothese bestätigt, dass der spezialisierte Bauplan der fortgeschrittenen Sauropoden erstmals bei ursprünglichen Vertretern der Neosauropoda auftrat. Der Fuß von Tazoudasaurus zeigte ebenfalls ursprüngliche Merkmale, so waren die Fußknochen noch relativ lang.

## Funde und Forschungsgeschichte
Die Tazoudasaurus-Fossilien wurden im Rahmen des 1999 ins Leben gerufenen „Dinoatlas-Projekts“ von einem internationalen Forscherteam nahe dem Dorf Toundoute in der marokkanischen Provinz Ouarzazate entdeckt. Bis 2010 konnten die Überreste von mindestens 10 Exemplaren geborgen werden, wodurch heute der Großteil des Skeletts bekannt ist. Es fehlen allerdings Teile der Wirbelsäule und der Großteil des Gesichtsschädels. Die Funde gehören zu erwachsenen Tieren sowie Jungtieren und stammen aus sechs nahe beieinander liegenden Fundstellen. Eine dieser Fundstellen enthielt neben den Tazoudasaurus-Fossilien die Überreste des Ceratosauriers Berberosaurus. Der Großteil der Fossilien ist heute in der Sammlung des Musée des Sciences de la Terre in Rabat archiviert.
Im Jahr 2004 wurde Tazoudasaurus von Forschern um Ronan Allain wissenschaftlich erstmals beschrieben. Die Beschreibung basierte auf zwei fragmentarischen Skeletten, die teilweise im anatomischen Skelettverbund vorgefunden wurden: Das Holotyp-Exemplar umfasst sowohl Schädel- als auch Knochenreste eines Teilskeletts eines erwachsenen Tieres, sowie das Skelett eines Jungtiers. 2008 folgte eine umfangreiche anatomische Beschreibung unter Berücksichtigung weiterer, neu entdeckter Exemplare. In einer dritten, 2010 veröffentlichten Publikation wurde eine Rekonstruktion des Skeletts veröffentlicht.
Marokko ist verhältnismäßig reich an Überresten früher Sauropoden, die weltweit sehr selten sind. So wurden in den Bergen des Hohen Atlas ebenfalls die Sauropoden „Cetiosaurus“ mogrebiensis sowie Atlasaurus imelakei gefunden. Aus Nordamerika sind ähnlich alte Sauropoden unbekannt; da die Trennung von Afrika und Amerika aber erst im mittleren Jura begann, war in Nordamerika wahrscheinlich die gleiche Fauna heimisch.

## Systematik
Der engste bekannte Verwandte von Tazoudasaurus ist der zeitgenössische Vulcanodon, beide Gattungen unterscheiden sich lediglich durch Merkmale an den Wirbeln. Tazoudasaurus zeigt eine Reihe von Merkmalen, die früher nur von Vulcanodon bekannt waren. Um die Ähnlichkeit mit Vulcanodon zu untermauern und um eine Abgrenzung zu anderen primitiven Sauropoden wie Barapasaurus zu schaffen, stellten die Erstbeschreiber Tazoudasaurus zusammen mit Vulcanodon in die Familie Vulcanodontidae, welche die Schwestergruppe der Eusauropoda bildet. Die Vulcanodontidae (Cooper, 1984) beinhaltete ursprünglich die Arten Vulcanodon und Barapasaurus sowie später weitere basale Sauropoden, wird aber mit dieser Definition von den meisten Forschern nicht mehr anerkannt, da Barapasaurus heute als Eusauropode klassifiziert wird – damit wäre die Vulcanodontidae paraphyletisch. Die Erstbeschreiber von Tazoudasaurus definierten die Vulcanodontidae neu als Gruppe, die alle Arten umfasst, die näher mit Vulcanodon als mit Eusauropoden verwandt sind; diese Definition schließt Barapasaurus aus dieser Gruppe aus. Die neue Definition ist nicht weitgehend akzeptiert worden; in neueren Analysen (z. B. in Wilson, 2005) findet die Vulcanodontidae meistens keine Verwendung.

## Taphonomie und Verhalten
Die Tazoudasaurus-Fossilien stammen aus zwei sehr knochenreichen Schichten – sogenannten Bonebeds – die stratigraphisch durch eine 30 Meter mächtige Sedimentfolge voneinander getrennt sind. Beide Bonebeds werden als Murgänge interpretiert, sind also innerhalb kürzester Zeit durch talwärts fließende Schlammströme abgelagert. Die meisten Exemplare stammen aus dem oberen Bonebed, während aus dem unteren bisher nur 2 Exemplare geborgen wurden. Die Forscher vermuten, dass zumindest die Tiere des oberen Bonebeds durch die Murgänge verschüttet worden und so ums Leben gekommen sind. Ist diese Interpretation richtig, wäre das ein Hinweis auf ein Leben in Gruppen, welche sowohl aus erwachsenen als auch aus sehr jungen Tieren bestanden. Zusammen mit den beiden Tazoudasaurus-Exemplaren des unteren Bonebeds wurden die Überreste des Ceratosauriers Berberosaurus gefunden, der die Sauropoden möglicherweise bejagt hat.